# زئین
زئین (انگلیسی: Zein) نوعی پرولامین یا همان پروتئین ذخیره ای اصلی ذرت است که حدود ۴۵ تا ۵۰ درصد محتوای پروتئینی ذرت را تشکیل می‌دهد.